# أغوا كالينتي باند أوف كاهويلا إنديان (فرقة الماء الساخنة)
أغوا كالينتي باند اوف كاهويلا انديانز (فرقة الماء الساخنة) من محمية الاغوا كالينتي، هي قبيلة معترف بها فيدراليا من الكاهويلا، تقغ في مقاطعة ريفيرسايد (كاليفورنيا)، عاشوا في صحراء كواتشيلا فالي (وادي كواتشيلا) والجبال المحيطة في الفترة ما بين 5000 قبل الميلاد إلى 500 بعد الميلاد. ومع إنشاء المحميات، الكاهويلا تم تقسيمها إلى 10 دول ذات سيادة، وكان منها اغوا كالينتي باند (فرقة الماء الساخنة).

## المحمية
تأسست محمية اغوا كالينتي انديان في 15 أيار عام 1876 بأمر تنفيذي وتوقيع من الرئيس يوليسيس جرانت، وتبلغ مساحتها 127.9 كلم مربع وفي العام 1877 و 1907 امتدت مساحتها لتصبح 129.4 كلم مربع.